# Dermacentor pomerantzevi
Dermacentor pomerantzevi är en fästingart som beskrevs av Serdyukova 1951. Dermacentor pomerantzevi ingår i släktet Dermacentor och familjen hårda fästingar. Inga underarter finns listade i Catalogue of Life.